# 식도막
식도막(Esophageal web)은 식도를 따라 어느 곳에서나 발생할 수 있는 얇은 막이다.

## 증상
주된 증상은 통증, 삼키기 어려움(연하곤란)이 있다.
식도막은 정상 식도 조직의 2~3mm의 막으로 이루어지며 부분적으로 식도를 돌출시키거나 막을 수 있는 점막조직과 점막하조직으로 구성된다. 이것들은 선천성이거나 후천성일 수 있다. 선천성 식도막은 식도의 중간부에 흔히 보인다. 후천성 식도막은 선천성 식도막보다 더 흔한 질환으로, 보통 후윤상(cervical area)에서 나타난다.

## 병인
식도막은 주로 플러머-빈슨 증후군에서 관찰되며 만성 철분결핍성 빈혈과 관련이 있다.

## 진단
선택 가능한 진단 테스트는 바륨 연하(barium swallow)이다.

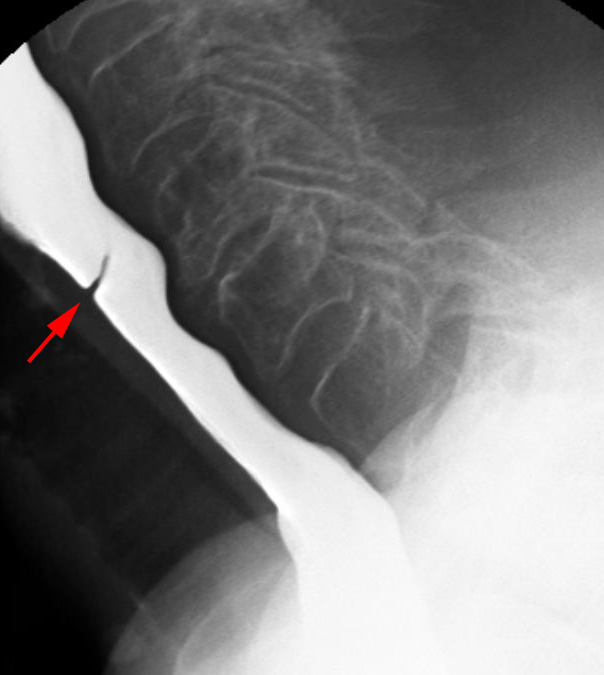
바륨 연하를 통해 관찰한 식도막 협착증 (후면)
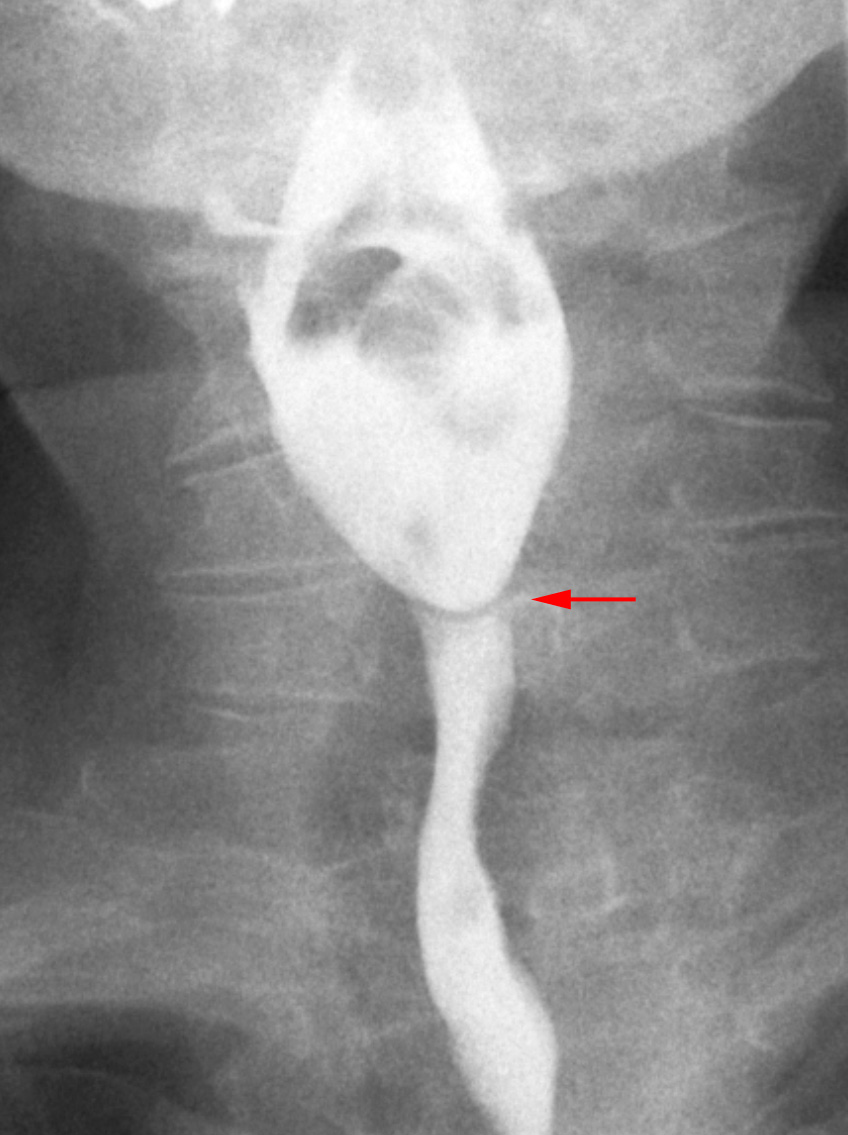
바륨 연하를 통해 관찰한 식도막 협착증 (전면)

## 치료
식도막은 내시경 확대를 통해 치료가 가능하다.